# Transgaz
Transgaz es una compañía estatal, que es el operador técnico del sistema de nacional de transporte de gas natural en Rumania. La compañía manejó en 2006 una cantidad de 15.850 millones de m³ de gas natural. La compañía tiene una capacidad total de transporte de 30.000 millones m³ de gas natural y una red de gasoductos de 13.000 km.
Transgaz es socio del proyecto del Gasoducto Nabucco.

## Conexiones a otros países
- Hungría mediante el oleoducto Arad–Szeged
- Ucrania mediante el oleoducto para gas natural Cernauti-Siret
- Bulgaria mediante el gasoducto Negru Voda y el gasoducto Giurgiu–Ruse

## Planificado
- Moldavia mediante el gasoducto Iasi-Ungheni (la construcción debería empezar en 2013[1]

## Listado en la bolsa de Bucarest
El 26 de noviembre de 2007, Transgaz inició un Oferta Pública de Venta (OPV) de acciones en la bolsa de Bucarest con el objetivo de obtener $84 millones para el desarrollo en el mercado local y en el extranjero pero al final de la OPV la compañía obtuvo US$2.520 convirtiéndola en la mayor OPV de la bolsa de Bucarest sobrepasando Transelectrica que ganó US$308 millones en 2006.